# Film d’Art
Film d’Art (französisch für: Kunstfilm) war eine Bewegung des französischen Films Anfang der 1910er-Jahre, die es sich zum Ziel gesetzt hatte, durch Einbringung von Elementen des Theaters und der Literatur dem schlechten Ruf des Mediums Film entgegenzuwirken.

## Geschichte

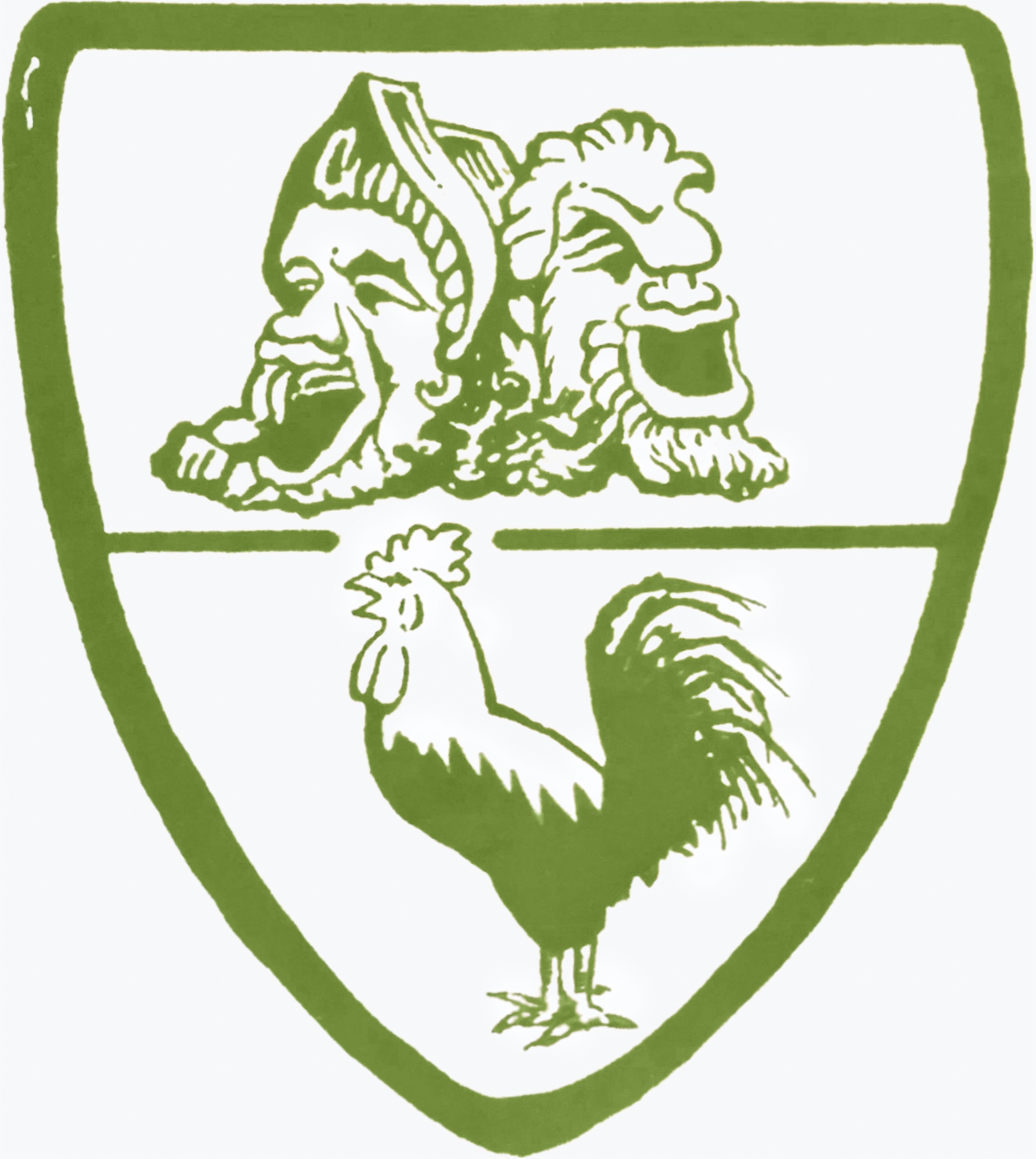
Le Film d’Art Firmenlogo 1908

1908 gründeten die Brüder Paul und Léon Laffitte und die Schauspieler André Calmettes und Charles Le Bargy die Filmproduktionsgesellschaft Le Film d’Art, die für die Bewegung namensgebend werden sollte. Sie wollten dem Film den Nimbus eines anspruchslosen Massenvergnügens nehmen und qualitativ hochwertige, künstlerisch anspruchsvolle Filme produzieren. Dazu wurden u. a. Theaterstücke für den Film inszeniert, die von bekannten Darstellern der Comédie-Française gespielt wurden. Als Vorlage wurden literarische Stoffe ausgewählt und bei angesehenen Schriftstellern wie Anatole France und Edmond Rostand als Drehbuch in Auftrag gegeben.

Für die Inszenierungen sorgten anerkannte Theaterregisseure, für die musikalische Untermalung Komponisten wie Camille Saint-Saëns oder sein amerikanischer Kollege Joseph Carl Breil, der als  einer der ersten ausgesprochenen Filmkomponisten gelten kann. Bekannte Theaterschauspieler wie Sarah Bernhardt, Gabrielle Réjane und Jean Mounet-Sully traten in diesen Filmen auf. Die erste große Produktion des Film d’Art war 1908 Die Ermordung des Herzogs von Guise von Paul Lavedan, inszeniert von Calmettes und Le Bargy und verliehen von Pathé. 1912 folgte Königin Elisabeth unter der Regie von Louis Mercanton mit Sarah Bernhardt in der Hauptrolle sowie Albert Capellanis Menschen unter Menschen nach Victor Hugo. In Deutschland schrieben Autoren wie Gerhart Hauptmann für den Film Atlantis aus dem Jahr 1913. Die Bewegung, zu der noch die frühen Werke von Abel Gance gezählt werden können, nahm um 1920 ihr Ende.

## Wirkung
Die Inszenierung der Filme beschränkte sich auf im Wesentlichen auf ein Abfilmen einer Theaterhandlung mit statischer Kamera. Der Film d’Art fand kein großes Interesse bei den Zuschauern, die lieber lebensnahen Sujets zusprachen. Der Plan, ein großbürgerliches und gebildetes Publikum für das Kino zu gewinnen, misslang.
Zu den Erfolgen des Film d’Art ist jedoch zu zählen, dass der Markt für längere und aufwändiger produzierte Spielfilme offener wurde. Zudem wurde die Stellung des Schauspielers als wesentlichem Träger kinematischer Kunst aufgewertet. Der Film d’Art zeigte vor allem im Ausland nachhaltige Wirkung: Paul Davidson gründete in Deutschland mit der Projektions-AG Union (PAGU) eine Firma, die ähnliche Ziele verfolgte und Theaterkünstler wie Max Reinhardt und Schauspielerinnen wie Asta Nielsen zum Film brachte. Adolph Zukor, der amerikanische Verleiher von Königin Elisabeth, gründete in den USA mit der Famous Players in Famous Plays Company, der späteren Paramount, eine weitere Filmgesellschaft, der ein ähnliches Konzept zu Grunde lag.